# Lazare Hoche

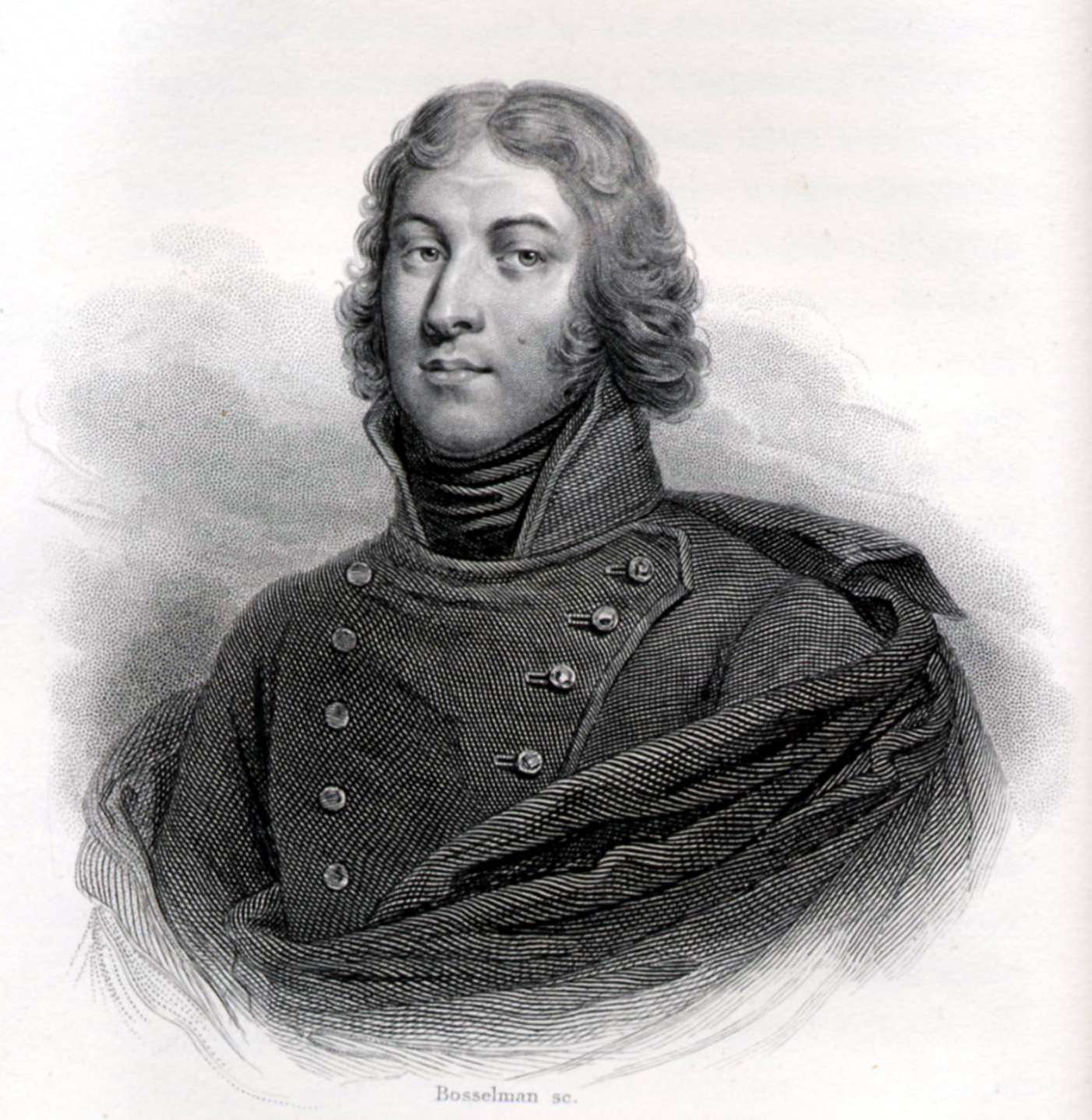
Lazare Hoche, Stich von Bosselmans.
Hoches Unterschrift:

Louis-Lazare Hoche (* 25. Juni 1768 in Montreuil bei Versailles, heute Quartier Montreuil; † 19. September 1797 in Wetzlar) war ein französischer Général de division der Revolutionszeit, der durch sein besonnenes Handeln bei der Niederschlagung des Aufstands der Vendée 1795 als der „Pacificateur de la Vendée“ bekannt wurde.
1797 erhielt er, neben dem Oberbefehl über die Armee im besetzten Rheinland, die Verantwortung für die Zivilverwaltung „der Länder zwischen Rhein, Maas und Mosel“. Bis zu seinem Tod unterstützte er nachhaltig die Bestrebungen für eine republikanische Verfassung und die Errichtung der Cisrhenanischen Republik, die jedoch letztlich nicht zustande kam.
Hoche war 1797 – nach Jahrhunderten feudaler Herrschaft – der erste bürgerliche Regierungschef der linksrheinischen Landesteile, die 1946 mit Beschluss der britischen und französischen Besatzung Teile der Bundesländer Nordrhein-Westfalen und Rheinland-Pfalz wurden.

## Leben
Hoche war der Sohn eines ehemaligen Soldaten und garde-chenil du roi (vermutl. Aufseher der königlichen Jagdhunde). Nach dem frühen Tod seiner Mutter wurde er von einer Tante aufgezogen, die ihm auch eine Schulausbildung zahlte. Einem Pfarrer aus Saint-Germain-en-Laye fielen sein schulischer Eifer und seine Intelligenz auf; er gab ihm Lektionen in Latein und weckte in ihm das Interesse an den antiken Schriftstellern und Philosophen.
Hoche wurde mit 15 Jahren Stalljunge in den écuries de Versailles  (königl. Pferdeställen) und trat mit 16 in das Regiment der Gardes-Françaises ein. Seine Herkunft aus sehr einfachen Verhältnissen war kein Hindernis für eine erstaunliche Karriere in der Revolutionsarmee. Mit 24 Jahren (nach dem Revolutionskalender) war er bereits im Generalsrang.
Hoche soll zwei Duelle und zwei Attentate überlebt haben. Seine innenpolitischen Gegner erwirkten, dass er zweimal in Paris angeklagt wurde: 1792 wegen angeblicher Mitwisserschaft von Dumouriez’ Republikverrat und Frontwechsel zu den Österreichern; 1794 intrigierte sein vermutlich missgünstiger Generalskollege Pichegru bei dem radikal-revolutionären Konventskommissar Saint-Just gegen ihn. Hoche wurde im März in Nizza, auf dem Weg zu einem Kommando bei der Italienarmee, verhaftet und wegen des Verdachts auf Verrat und Ungehorsam gegen die Republik angeklagt und in der Conciergerie eingekerkert. Erst der Sturz Robespierres und der Regierungswechsel retteten ihn im August 1794 vermutlich vor der Guillotine.
In Biografien des 19. Jahrhunderts wird er als außergewöhnlich gut aussehend, hochgewachsen und von charmanter, zuvorkommender Art beschrieben. Eine Narbe im Gesicht, vom Stirnhaaransatz bis zum rechten Nasenflügel (siehe Bild unten links), soll er aus einem Degenduell zurückbehalten haben, sie verlieh ihm ein martialisches, attraktives Aussehen. Gerühmt wird sein gebildetes, hochintelligentes, aber oft auch aufbrausendes Wesen. Seine politische Einstellung bildete sich in den Diskussionsrunden der Pariser republikanischen Clubs, sein militärisches Wissen erhielt er in den Seminaren der frühen École polytechnique seines „Entdeckers“ Lazare Carnot. „Sein brennender Ehrgeiz und sein stürmisches Temperament“, gepaart mit strategischem und organisatorischem Talent, ließen die Regierung ihm mehrfach Kommandos über Armeen übertragen, die sich in kritischer, oft auch desolater Situation befanden.
Er war seit März 1794 verheiratet mit Adélaide Dechaux aus Thionville (deutsch: Diedenhofen). Einziges Kind war die 1796 geborene Tochter Jenny, eine später verheiratete Comtesse des Roys. Hoche starb 1797 an einer akuten Lungen- bzw. Bronchialerkrankung („Asthma convulsivum, wobei sich ein Gewächs auf der Luftröhre angesetzt und entzündet hatte“). Sein Grab befindet sich in Deutschland in dem Monument General Hoche in Weißenthurm am Rhein. Von dort aus hatte er seinen letzten, erfolgreichen Feldzug gegen die österreichischen Reichstruppen begonnen.

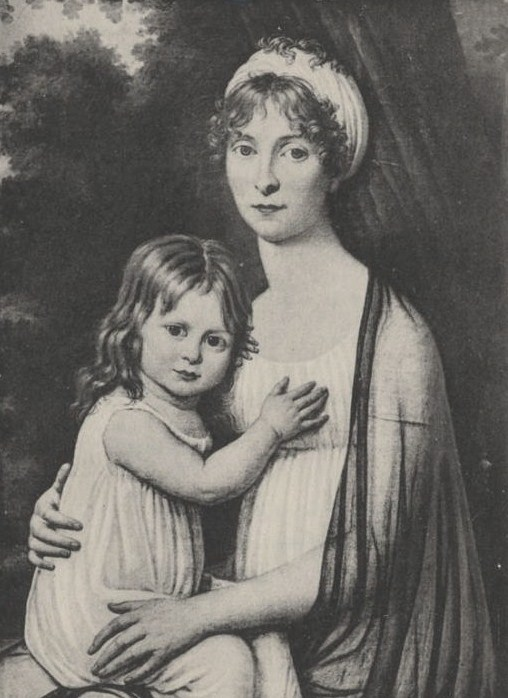
Hoches Ehefrau Anne und Tochter Jenny

## Militärische Laufbahn

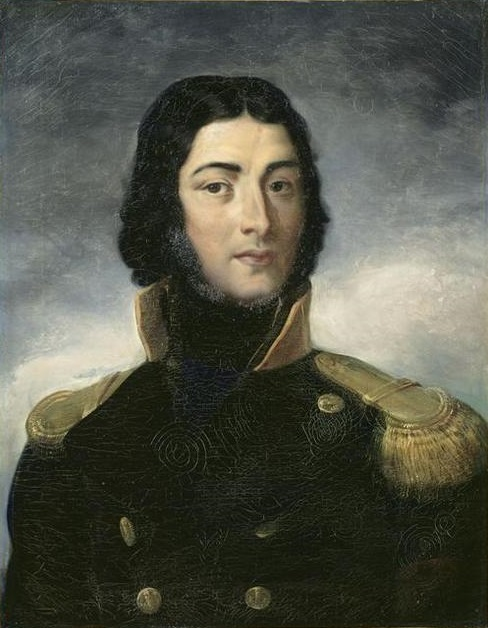
Hoche in der Uniform eines Capitaine der Infanterie. Charles V.E. Lefebvre, 19. Jh.

« Hoche a été l’incarnation la plus brillante de la démocratie francaise pendant la première époque de la Revolution », urteilt ein Biograph 1889 über Lazare Hoche. Die steile, aber auch mit einigen Rückschlägen kurze Karriere dieses Militärs der französischen Revolution erklärt sich, neben auffallend soldatischen Talenten, auch mit seiner festen Überzeugung von dem Wert der Revolutionsideale und dem Kampf gegen die „Tyrannei aller Aristokraten“, den Feinden der jungen Republik.
1784 begann Hoche als Sechzehnjähriger den Militärdienst in der Pariser Garnison der Gardes Françaises. Polizeifunktionen, wie die Absicherung von Hinrichtungen, Persönlichkeitenschutz, Schutz der Institutionen und öffentlichen Einrichtungen bei Demonstrationen und gegen den Revolutionspöbel, waren besonders in den ersten Jahren der Revolution die Aufgaben der Garde, die 1789 – Hoche war inzwischen Sergeant geworden – mit General La Fayette zur Garde Nationale wurde. Seine gute Führung kleinerer Einheiten in kritischen Situationen fiel auf; Lazare Carnot (Mitbegründer der späteren Eliteschule École polytechnique) förderte ihn in seinen Kaderseminaren.

### Im Ersten Koalitionskrieg
Im April 1792 erklärte Frankreich dem Kaiser Franz II. und Preußen den Krieg. Hoche wurde Leutnant im 33e régiment d’infanterie in der Ardennen-Armee von General Dumouriez. Der Erste Koalitionskrieg begann mit dem Einmarsch preußischer und österreichischer Truppen unter dem Oberkommando des Herzogs zu Braunschweig Karl Wilhelm Ferdinand in den Osten Frankreichs.
Bei der erfolgreichen Verteidigung der von preußischer Artillerie belagerten lothringischen befestigten Stadt Thionville (deutsch Diedenhofen) an der Mosel zeichnete Hoche sich unter General Le Veneur durch seine nächtlichen, stoßtruppartigen Angriffe auf die preußischen Stellungen aus. Nach der Kanonade bei Valmy musste sich Preußen aus Frankreich zurückziehen, Hauptkriegsschauplatz wurden die österreichischen Niederlande, das heutige Belgien und die Niederlande. Bei der Eroberung der Festung Namur war Hoche Capitaine. In der Schlacht bei Neerwinden, seiner ersten offenen Feldschlacht, wurde er am 18. März 1793 verwundet.
Le Veneur, der Hoches Führungsqualitäten, sein Verhandlungsgeschick und seine Fürsorge für die ihm unterstellte Truppe registrierte, machte ihn zu seinem Adjutanten mit der Verantwortung für die „Fourage“, die Versorgung der Soldaten, die sich mit eigenmächtigen Requirierungen und brutalen Plünderungen in dem besetzten Land selbst versorgen mussten. Hoche beklagte in Briefen und Memoranden die Kompetenzstreitigkeiten der zuständigen politischen Kommissare und Heereslieferanten. Viele Briefe machten ihm in Paris Feinde, denn sie enthielten heftige Anschuldigungen wegen antirepublikanischen, korrupten Verhaltens dieser Stellen. „Er kann die Feder ebenso gut führen wie den Säbel“, urteilt man über ihn.
Nach Bekanntwerden der Umsturzpläne des Oberkommandierenden Generals Dumouriez und dessen „Frontwechsels“ zu den Österreichern April 1793 wurde Hoche zur Berichterstattung über die Situation der Nord-Armee vor den Wohlfahrtsausschuss nach Paris beordert. Zusammen mit Le Veneur wurde er des Einverständnisses mit den Umsturzplänen von Dumouriez gegen die republikanische Regierung verdächtigt.
Das Revolutionstribunal von Douai entlastete ihn. Vermutlich waren seine überzeugend vorgetragenen Pläne zur Reorganisation der Truppen und zur Verteidigung der Republik an der Nordgrenze ausschlaggebend. Der Pariser Wohlfahrtsausschusses konstatierte: « Voilà un officier d’infantrie qui fera du chemin ». Hoche wurde Generalstabschef (Chef d’etat) des Generals Duhamel und verteidigte im September 1793 mit einem Bataillon der Nordarmee erfolgreich Dünkirchen gegen die Engländer des Herzogs von York.

### Erstes Oberkommando
Seine erwiesenen Führungsqualitäten verhalfen ihm im November 1793 zum Oberkommando als Général de division über die 15.000–20.000 Mann starke Mosel-Armee. Ihren desolaten Zustand (« mal armés, mal équipés, avec l’indiscipline partout » in zeitgenössischer französischer Beschreibung) durch Desertationen, mangelhafte Versorgung, willkürliche Requisitionen, Plünderungen und Gewalttätigkeiten gegen die Bevölkerung der Westpfalz und des Saarlandes konnte er in kurzer Zeit ändern. Vom 28. bis zum 30. November griff er überstürzt und folglich mit starken, eigenen Verlusten die Preußen unter dem Herzog von Braunschweig bei Kaiserslautern an. Er ließ ein Korps an der Saar zurück, um seinen Marsch zu decken, ging mit 12.000 Mann über die Vogesen, um mit der Rhein-Armee unter General Pichegru gemeinsam (was aber der Generalskollege sabotierte) zu operieren und drang bis zum rechten Flügel der Österreicher unter General Wurmser vor. Er durchbrach Ende Dezember die sogenannten Weissenburger Linien, eine Verteidigungsanlage entlang der Grenze zur Südpfalz. Die Österreicher mussten das Elsass aufgeben und auf die andere Rheinseite wechseln. Zeitgleich gaben die Preußen ihre Blockade der Festung Landau auf und zogen sich nach Oppenheim am Rhein und Mainz zurück. Hoche besetzte das Land zwischen Worms und Kreuznach, das heutige Rheinhessen, um seinen Truppen Winterquartier und Versorgungsmöglichkeiten zu verschaffen. Gegen die Regierungsanweisung, den Feldzug weiterzuführen, erhob er wegen „völliger Erschöpfung der Soldaten, dem Winter und schwierigem, ausgeblutetem Gelände“ Einspruch. Er schrieb an das Kriegsministerium: « Je manque absolument du tout. Envoyez-moi au plutôt des souliers... » (Sinngemäße Übers.: „Mir fehlt es an allem. Schickt mir vor allem Schuhe.“) Er wurde darauf – und wahrscheinlich auch wegen anhaltender Streitigkeiten mit dem an gleicher Front stehenden Pichegru – seines Oberkommandos enthoben und durch General Jourdan ersetzt.
Im März 1794 erhielt er ein Kommando über die Italien-Armee, die Frankreich das Königreich Savoyen sichern sollte. Auf dem Weg dahin erhielt er eine Anklage und Einkerkerung wegen Verrats und eigenmächtigen Handelns gegen die Republik. Die Monate zurückliegende, strategische Niederlage von Kaiserslautern soll Teil der Vorwürfe gewesen sein. Es regierte in dieser Zeit die Schreckensherrschaft Robespierres, die innenpolitische Gegner mit brutalem Terror bekämpfte. Zu einem Prozess kam es nicht – Robespierre und seine Jakobiner wurden entmachtet und Hoche am 4. August 1794 aus der Haft entlassen.

### Im Bürgerkrieg der Vendée und der Bretagne
Vom Nationalkonvent wurde Hoche in die westlichen Provinzen zur Bekämpfung des Aufstandes der Vendée, geschickt, wo ein seit 1793 andauernder, blutiger Bürgerkrieg zwischen der Republik und kirchentreuen Bauern und königstreuem Adel auch nicht mit Terror zu beenden war. General Louis Lazare Hoche, „an den großen Krieg gewöhnt […], sah sich mit Verzweiflung zur Leitung eines Bürgerkriegs verurtheilt, wo es weder Edelmuth, noch tiefe Berechnung, noch Ruhm galt“, beschreibt eine deutsche Übersetzung des 19. Jahrhunderts seinen Widerstand gegen dieses Kommando. Für die Regierung war der integere, loyale Republikaner Hoche auf Grund seiner außerordentlichen militärischen und politischen Qualitäten die Persönlichkeit, die den staatsbedrohenden Aufstand im Westen niederschlagen, dabei aber die Bevölkerung für die Republik gewinnen konnte.
In der – nach dem Ende von Robespierre und des Terreurs – nun gemäßigten Regierung war man zu der Überzeugung gekommen, den Aufstand nicht alleine mit militärischen Mitteln zu beenden. Auch um der erwarteten Invasion der von England unterstützten royalistischen Emigrantenarmee möglichst wenige Bretonen und Vendéer in die Arme zu treiben, sollten mit einem klug angebotenen Frieden die Anführer des Aufstands zur Beendigung des Bürgerkriegs gebracht werden.
Hoche musste dazu die Armee von Cherbourg, später auch die von Brest, die durch „die Zügellosigkeit des Bürgerkriegs“ zu plündernden und mordenden, auch oftmals zu besiegenden Repräsentanten der Republik geworden waren, wieder zu einer disziplinierten Armee zu formen. Seinen Offizieren schärfte er ein, „dass die Politik eine Hauptrolle in diesem Krieg spielen muss. Lasst uns wechselweise Menschlichkeit, Tugend, Rechtlichkeit, Gewalt und List anwenden, stets aber die Würde behaupten, durch die sich Republikaner behaupten sollen.“ Im Frühjahr 1795 sicherten die republikanischen Volksrepräsentanten den Aufständischen das Ende der „Entchristianisierung“, die Freiheit der Religionsausübung, Pensionen für die Pfarrer, Befreiung von der Wehrpflicht und von Steuern auf zehn Jahre zu.
Da einigen Anführern der Vendée und der Mehrzahl der „Häuptlinge“ der Chouans diese Zugeständnisse nicht weit genug gingen und ihre Widerstandsbereitschaft bekannt war, sah Hoche realistischerweise in den Vereinbarungen nur einen Scheinfrieden und verstärkte seine Anstrengungen, die kriegsmüde Masse der Bevölkerung für die Republik zu gewinnen, um sie von ihren „halsstarrigen“ Generälen und Clanchefs zu trennen. „Diese Leute können nicht ohne Priester sein, lassen wir ihnen dieselben, da es ihr Wunsch ist! Viele haben schwer gelitten und seufzen nach der Rückkehr zu ihrer Feldarbeit; man gewähre ihnen Unterstützung, ihre Pachthöfe wiederherzustellen. Was diejenigen betrifft, denen das Kriegshandwerk zur Gewohnheit geworden ist, […] man muß […] sie den Armeen der Republik einverleiben. Sie werden treffliche Soldaten für die Avantgarde abgeben und ihr Hass gegen die verbündeten Mächte (gemeint die Emigranten, Royalisten und Engländer), von denen sie nicht unterstützt wurden, bürgt uns für ihre Treue.“
Trotz der Friedensvereinbarungen gab es zwischen den Aufständischen, der britischen Regierung und dem emigrierten Adel intensive und wenig geheim gehaltene Kontakte für eine konterrevolutionäre Invasion. Hoche konnte dagegen nur eine mangelhaft gerüstete, ausgedünnte Armee von 12.000 Mann (nach A. Thiers) aufbieten, mit der er mögliche Landungsplätze von der Normandie bis zur Loiremündung (sein Kollege Cancleaux kontrollierte die Vendée) sichern sollte, den Guerillakrieg der Chouannerie dabei im Rücken.

### Sieg bei Quiberon
Die erwartete Invasion kam im Juni 1795 an der südbretonischen Halbinsel Quiberon. Mit drei kanonenbestückten Linienschiffen und zwei Fregatten, mehreren Kanonierschaluppen und Lastkähnen landeten 6.000 emigrierte Offiziere und Soldaten der ehemaligen Armee Ludwigs XVI. Mittransportiert wurden Waffen und Munition für 80.000 Mann und Uniformen für 60.000, Gold im Wert von zwei Millionen Francs und gefälschten Assignaten für zehn Millionen Francs. Einige Tausend Chouans, teilweise mit Familienanhang, sammelten sich daraufhin im Département Morbihan und erwarteten, verproviantiert, ausgerüstet und uniformiert zu werden. Die zumeist adligen Emigranten distanzierten sich von den Chouans, „deren Sprache unverständlich und […] die an den Krieg zwar gewöhnt, aber schlecht bewaffnet und gekleidet waren, nicht in Reih’ und Glied marschierten und eher Räubern als Soldaten glichen.“
Die Chouans konnten zuerst die wenigen republikanischen Küstenwachtruppen vertreiben und den Emigranten gelang die Eroberung des Fort de Penthièvre, aber Uneinigkeit, Desorganisation und fehlende Abstimmung untereinander verursachten chaotische Zustände im Invasionsbereich. Hoche konnte das Fort in der Schlacht um Quiberon zurückerobern. Der Rest der Invasionstruppen wurde zerschlagen. Wem es noch gelang, der flüchtete auf die britischen Schiffe. Gefangene, die von den Standgerichten für schuldig befunden wurden, „die Waffen gegen das Vaterland gerichtet zu haben“, wurden exekutiert. Die Gesetze des Konvents hierzu waren bereits in den vorangegangenen Kämpfen der Vendée angewandt worden. Quellen sprechen von rund 750, aber auch von bis zu 2000 Exekutionen. Der Sieg über die als „Kreuzzug gegen die Königsmörder“ apostrophierte Invasion wird zu Hoches bedeutenden militärischen Erfolgen gerechnet.

### Vorläufige Befriedung der Vendée
Nach dem Sieg bei Quiberon erhielt Hoche den Oberbefehl über alle drei Armeen des Westens, die so zur Armée de l’Océan mit 120.000 Mann – zur größten Revolutionsarmee Frankreichs – wurde, denn die wichtigsten Generale der Aufständischen waren in der Affaire de Quiberon untätig geblieben und versuchten nun ihre Anhänger zu einem neuen Aufstand zu führen.
Er besetzte alle wichtigen Punkte der erneut rebellierenden Vendée und befriedete mit einer Taktik der gezielten Besetzung und Bekämpfung der Widerstandszentren die Region. Wesentlichen Erfolg dabei hatte seine mit der Regierung abgestimmte Strategie der „Entwaffnungslinie“, mit der er bei den in der Mehrzahl bäuerlichen Aufständischen Vieh und Saatgut beschlagnahmte und es nur zurückgab, wenn sie dafür ihre Waffen eintauschten. Seinen Truppen gab er dazu die eindringlich formulierte Anweisung, dass dies eine politische Operation und nicht eine Kriegshandlung sei. Die Bauern seien dabei gerecht und korrekt zu behandeln. Hoche erreichte mit seiner Strategie der Härte gegen die militanten Aufständischen und der Milde gegenüber der Bevölkerung, Vertrauen in die Republik zu bilden und den aufständischen Anführern wie Charette und Stofflet ihre Anhänger zu entziehen.
Ende September 1795 landete an der Île d’Yeu erneut eine englische Flotte mit 5.000 Emigranten und englischen Soldaten und dem Comte d’Artois, dem Bruder des hingerichteten Königs Ludwig XVI. Weil Hoche den ganzen Küstenabschnitt kontrollierte, gaben die Invasoren auf und kehrten nach einem Monat wieder nach England zurück. Den Anführern der Vendée gelang es dennoch, kurzfristig einige Truppen zu mobilisieren, die Hoche nacheinander zerschlagen und deren Anführer er verfolgen und hinrichten ließ. Er ging dann mit 15.000 Mann über die Loire gegen die dort aufständischen Chouans und befriedete auch das Land von der Loire bis in die Normandie.
Nach Jahren brutalster, gegenseitiger Grausamkeiten, Verwüstung und Verelendung ganzer Landstriche und dem Verlust von nahezu einem Viertel der Bevölkerung erklärte am 15. Juli 1796 das Direktorium: « ... les troubles dans l’Ouest sont apaisés », was sich besonders für die Chouannerie als zu voreilig herausstellen sollte.

### Expedition nach Irland
Ende 1796 erhielt Hoche den Auftrag, eine Invasion in das Vereinigte Königreich zu führen. Der Plan war, eine Art Chouannerie gegen den reichen Adel und die Monarchie zu initiieren, Verkehr und Handel zu stören und die britische Regierung von ihrer Unterstützung französischer Royalisten und ihrer koalitionären Militärhilfen für Österreich abzulenken. Ein Aufgebot von mehr als 50 Schiffen mit 15.000 Soldaten startete Ende Januar von der Bretagne. Die stärkere 1. Légion des Francs sollte in Südostirland landen. Die nur 1400 Mann starke 2. Légion des Francs unter dem irisch-amerikanischen Colonel Tate hatte die Südküste von Wales als Ziel. General Hoches schriftliche Anweisungen zum Ablauf der Operation, zu den erforderlichen Maßnahmen nach der Landung, belegen seine überdurchschnittlich militärische und organisatorische Kompetenz.
Das als tollkühn einzustufende Unternehmen schlug fehl: Stürme und Nebel trieben die Invasionsflotte auseinander. Hoches Schiff verschlug es bis unterhalb der Loiremündung, die 1. Legion unter den Generälen Chérin und Grouchy erreichte zwar die irische Bantry-Bucht, kehrte aber nach einer Woche des unschlüssigen Wartens auf Hoche nach Brest zurück. Colonel Tate mit der kleineren 2. Legion wurde beim Versuch, den walisischen Hafen Fishguard zu erobern, gefangen genommen.

## 1797 – politische Niederlagen, militärische Erfolge und der Tod

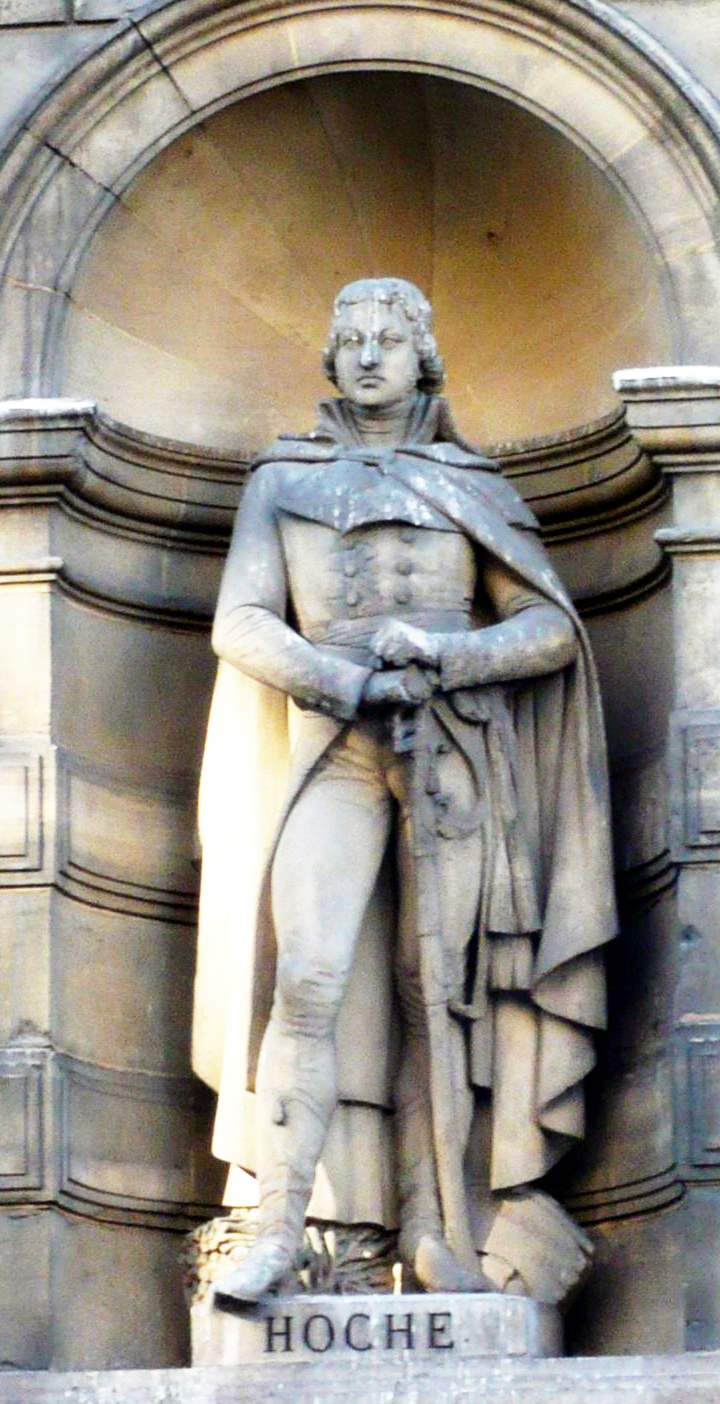
Seit 1910 in der Nordwand des Musée Le Louvre/Rue Rivoli. Bildhauer: Frochon im Auftrag des Ministers Dujardin-Beaumetz

Obwohl die von Hoche geführte Invasion ins britische Königreich ein vollkommener Fehlschlag war, erhielt er schon kurz danach ein neues Kommando am Rhein. Die Sambre- und Maas-Armee unter General Jourdan, im Herbst 1796 noch bis in den Raum Würzburg vorgedrungen, hatte sich hinter den Rhein zurückziehen müssen. Sie stand in diesem Winter unter dem Oberkommando von General Moreau, als eine sich auf eigene Faust selbst versorgende, inzwischen verhasste Besatzungsarmee, in einer in weiten Teilen verelendeten Region, die seit 1792 in wechselnden Folgen von französischen, österreichischen und preußischen Truppen ausgeplündert worden war. Die politische Führung in Paris erwartete eine positive Wende auf der linken Rheinseite, ähnlich wie es General Bonaparte in Oberitalien gelungen war. Sie erwartete eine disziplinierte Armee, eine effiziente Zivilverwaltung und nicht zuletzt auch höhere Kontributionsleistungen aus einem Land, das man zunehmend als einen legitimen Teil Frankreichs betrachtete.
Hoche erhielt im Februar 1797 weitgehende Vollmachten zur Revision, hob alle bestehenden französischen Verwaltungseinrichtungen auf, entließ unfähige Offiziere, gliederte das Land zwischen Maas, Mosel und Rhein in sechs Arrondissements, statt der bisherigen rund 80 Territorien, und etablierte bereits im März in Bonn eine neue Landesregierung. Mit einer Wiedereinstellung von Beamten und Angehörigen der gestürzten kurfürstlichen und adelsherrschaftlichen Regierungen sollten möglichst hohe Kontributionen mit geringerem Aufwand erzielt werden. Auch erhoffte man damit bei der rheinischen Bevölkerung mehr Sympathien für eine republikanische Verfassung und die (mit Preußen bereits in Geheimverhandlungen vereinbarte) Abtrennung vom Reichsgebiet zu gewinnen.
Von einer viel zu optimistischen Einschätzung des Bevölkerungswillens für die Gründung eines republikanischen Staates von Hoche (und auch General Bonaparte) beeinflusst, forderte das Direktorium ihn Anfang April 1797 auf, alles Nötige für die Bildung einer République separée auf dem linken Rheinufer zu tun. „Hoche war die Vorstellung von einer rheinischen Satellitenrepublik nach cisalpinischem Muster insofern angenehm, als er sich davon einen Ausgleich für die italienische Machtbasis seines möglichen Rivalen Bonaparte versprach.“
Die Bildung dieses neuen, linksrheinischen Staatsgebildes unter der Verantwortung eines jungen, in Verwaltungsdingen unerfahrenen – und oft wenig diplomatischen – Generals war aus unterschiedlichsten Gründen schwierig und kam erst im Herbst 1797 mit der Proklamation einer Cisrhenanischen Republik zu einem vorläufigen Ende. Die finanzschwache Wirtschaft des überwiegend agrarischen Rheinlandes machte dazu die geforderten Kontributionsleistungen zum anhaltenden Streitpunkt zwischen Paris und Hoche, der mehrfach der Regierung verdeutlichte, dass mit unrealistischen Forderungen die rheinische Bevölkerung überfordert und nicht für republikanische Ideen zu gewinnen sei.
Die innenpolitischen Diskussionen mit der Regierung in Paris (dort beschuldigten ihn feindlich gesinnte Kommissare u. a. der Misswirtschaft und Unterschlagung von Geldern), der Kompetenzstreit mit seinem Generalskollegen Moreau der Rhein- und Moselarmee, der sich für sein Besatzungsgebiet südlich der Mosel jeder Zuständigkeit Hoches konsequent widersetzte, Qualitäts- und Organisationsmängel in den von ihm wiedereingesetzten deutschen Behörden und auch die unterschwellige Opposition seines größtenteils annexionistisch eingestellten Offizierskorps waren das schwierige Umfeld für die Vorbereitungen eines neuen Feldzugs.
Im April 1797 hatte Hoche den Waffenstillstand mit den Österreichern aufgekündigt und mit einem Rheinübergang und der darauf folgenden Schlacht von Neuwied am 18. April 1797 den neuen Feldzug begonnen, der Frankreich bei den erwarteten Friedensverhandlungen in eine günstigere Position bringen sollte. Er behielt über die Österreicher in drei Schlachten und fünf Treffen die Oberhand und drang bis Friedberg (Hessen) in der Wetterau vor. Am 22. April erreichte ihn die Nachricht von dem von Bonaparte geschlossenen Vorfrieden von Leoben. Hoche musste den Vormarsch abbrechen und richtete sein Hauptquartier in der Friedberger Burg ein, 4 Wochen später in Wetzlar, wo er in einem Gebäude (am Buttermarkt) des Reichskammergerichts wohnte, dem späteren „Herzoglichen Haus“. Zusammen mit Feldzeugmeister Werneck legte er die Demarkationslinie des Waffenstillstands zwischen ihren beiden Armeen fest. Im Mai berichtete ihm dort „einer der irischen Rebellenführer von einer augenblicklichen Lage (vermtl. in Irland), die besonders günstig für eine neue Expedition sei“. Hoche sah hier vermutlich die Chance, seine vorherige, fehlgeschlagene Expedition gegen England vergessen zu machen. Er überzeugte das Pariser Direktorium von einer neuen Expedition, obwohl die britische Regierung sich in diesen Tagen um Friedensverhandlungen mit Frankreich bemühte.
Ende Juni erhielt Hoche durch den Marineminister Laurent Truguet den Befehl, ein 8.000–10.000 Mann starkes Expeditionskorps vom Rhein nach Brest in Marsch zu setzen. In Paris eskalierte inzwischen ein Machtkampf zwischen gemäßigten, „royalistischen“ und den republikanischen, revolutionären Mitgliedern des Direktoriums und dem Rat der Fünfhundert. Wahrscheinlich war Hoche durch das Direktoriumsmitglied Barras darüber informiert und hatte die Anweisung, seine Armee auf dem Weg nach Brest an die Außenbezirke von Paris zu führen, um mit seinen Truppen im Falle eines Staatsstreichs militärisch gegen die verhassten Revolutionsgegner bereitzustehen. Hoche wurde trotz seiner Jugend zum Heeresminister ernannt (nach der Verfassung erst ab dem Alter von 30 Jahren möglich). Es kam aber nicht zu dem erwarteten Staatsstreich. Die gemäßigten Regierungskreise protestierten gegen die verfassungsgemäß verbotene Anwesenheit von Hoches Armee nahe Paris und seine Ernennung zum Heeresminister. Ihm wurde vorgeworfen, eigenmächtig gehandelt zu haben – und Barras verteidigte ihn nicht. Die ganze Aktion wurde als Irrtum eines Kriegskommissars hingestellt und fand keine Unterstützung mehr. Enttäuscht über die intrigante Politik des Direktoriums lehnte er die Berufung zum Heeresminister ab und kehrte, bereits schwer an einem chronischen Husten erkrankt, zu seiner Armee nach Deutschland zurück.

Hoches Quartier 1797 im späteren „Herzoglichen Haus“ am Buttermarkt in Wetzlar. Radierung nach Jacob Eck um 1830

Im Juli 1797 erhielt er noch den Oberbefehl über alle Armeen an der deutschen Westgrenze. Er starb aber in seinem Hauptquartier in Wetzlar am 18. oder 19. September 1797 an einer Atemwegsinfektion. Die Entscheidung des Direktoriums vom 16. September 1797 gegen eine Cisrhenanische Republik und für eine Annexion der eroberten Gebiete – und damit das Aus seiner bisherigen Politik – erreichte ihn nicht mehr. Bei seiner Obduktion wurden zwei große Defekte in der Lunge gefunden. Nicht zufällig wurde diese Form der Erkrankung galoppierende Schwindsucht genannt. Dieser Befund wurde erstmals im Deutschen Ärzteblatt veröffentlicht. Die Anordnung von General Hardy zur Obduktion geschah auch, um Gerüchten einer Vergiftung Hoches durch seine Feinde in der Regierung zu begegnen.
Hoche wurde zunächst nahe dem Grab des ebenfalls jung verstorbenen General Marceau auf dem Petersberg in Koblenz-Lützel bestattet. Der Bau der Feste Kaiser Franz nach 1816 durch Preußen ließ das Grab unberührt. Hier ruhte Hoche unter einer schlichten Steinplatte bis 1919. Im Zuge einer feierlichen Überführung seiner sterblichen Überreste am 7. Juli 1919 nach Weißenthurm in das 1797 begonnene Monument General Hoche, verlegte die französische Rheinarmee auch die Grabplatte des Erdgrabes vom Koblenzer Petersberg dorthin.

## Ehrungen

Hoches Name in der chronologischen Erwähnung der Oberkommandierenden der Sambre-et-Meuse Armée auf dem Arc de Triomphe in Paris

Sein Name ist am Triumphbogen in Paris in der 3. Spalte eingetragen. Eine der großen, zum Arc de Triomphe führenden Pariser Straßen ist die Avenue Hoche. Denkmäler mit Standbildern des Generals stehen in Quiberon, in Versailles und an der Pariser Rue Rivoli, in der Außenwand des Louvre. An ersterem Ort hat ihn Aimé-Jules Dalou (1838–1902) nicht als stürmischen, jugendlichen Helden, sondern nachdenklich, eher resigniert, in Bronze gegossen.
Eine Ehrung zu Lebzeiten war das von der Regierung öffentlich gemachte Lob, der „Pacificateur de la Vendée“ zu sein, verbunden mit dem Geschenk eines Zweiergespanns edler Pferde für seine Kutsche und ein Paar Pistolen aus der bekanntesten Pariser Waffenmanufaktur.
Nachrufe und Ehrungen, die man Hoche nach seinem Tod widmete, kamen sowohl von republikanischer wie auch von royalistischer, konservativer Seite. Beide politische Strömungen, die im nachrevolutionären Frankreich des Jahres 1797 bis zum antiroyalistischen Staatsstreich des 4. September (22. Fructidor V) um die Macht im Staat rangen, priesen ihn als den zu früh verstorbenen „Bonaparte du Rhin“.
- « Général en chef à 24 ans – an I »
- « il débloqua Landau – an II »
- « il pacifia la Vendée – an III et IV »
- « il vainquit à Neuwied – an V »
- « il chassa les fripons de l’armée – an V »
- « il déjoua les conspirateurs – an V »

Diese fünf Daten ließ Divisions-General Championnet auf ein Schild (‚pavois antiquisée‘) schreiben, das zur Bestattungszeremonie von Hoche am Grab aufgestellt war. Für seine Kameraden von der Sambre-und-Maas-Armee waren dies die erinnerungswürdigsten Taten. Zu der von der Regierung veranstalteten Trauerfeier auf dem Pariser Champ de Mars einige Tage später wurden auf einer Pyramide weniger seine militärischen Verdienste als seine menschlichen Qualitäten gelobt: « Il fut humain dans la guerre et clément dans la victoire ».
Beide Trauerfeierlichkeiten wurden mit großem Zeremoniell begangen: In Koblenz sollen 30 Generäle anwesend gewesen sein, französische und österreichische Artillerie feuerte Salutsalven von der Überquerung des Trauerzuges über den Rhein bis zur Bestattung auf dem Petersberg.
In Paris zelebrierten am 1. Oktober 1797 alle in der Stadt stationierten Regimenter, Generäle, Honoratioren, Regierungsvertreter und die Familie Hoche eine Gedenkfeier im Stil einer römisch-klassischen Totenehrung: « Il vécut assez pour la gloire, et trop peu pour la patrie ».
Die Soldaten seiner Sambre-und-Maas-Armee stifteten ihm ein monumentales Grabdenkmal am Rhein, gegenüber von Neuwied, wo er seinen letzten Feldzug gegen Österreich begonnen hatte. Das Monument General Hoche zählt heute zu den größten frühklassizistischen Anlagen Frankreichs in Deutschland.
Eine letzte große Ehrung fand am 7. Juli 1919 bei der Überführung seiner sterblichen Überreste nach Weißenthurm statt. Französische und US-amerikanische Truppen (das nördlich der Mosellinie liegende Rheinland war bis 1922 amerikanische Besatzungszone) bildeten ein Spalier von Koblenz-Lützel bis zum rund 20 km entfernten Weißenthurm. Die ranghöchsten Militärs der alliierten Besatzungstruppen, Marschall Foch und US-General Allen, waren anwesend. Auf dem Rhein feuerten Kanonenboote der Armee Salut, als Hoches Urne in die Gruft des Grabdenkmals überführt wurde.

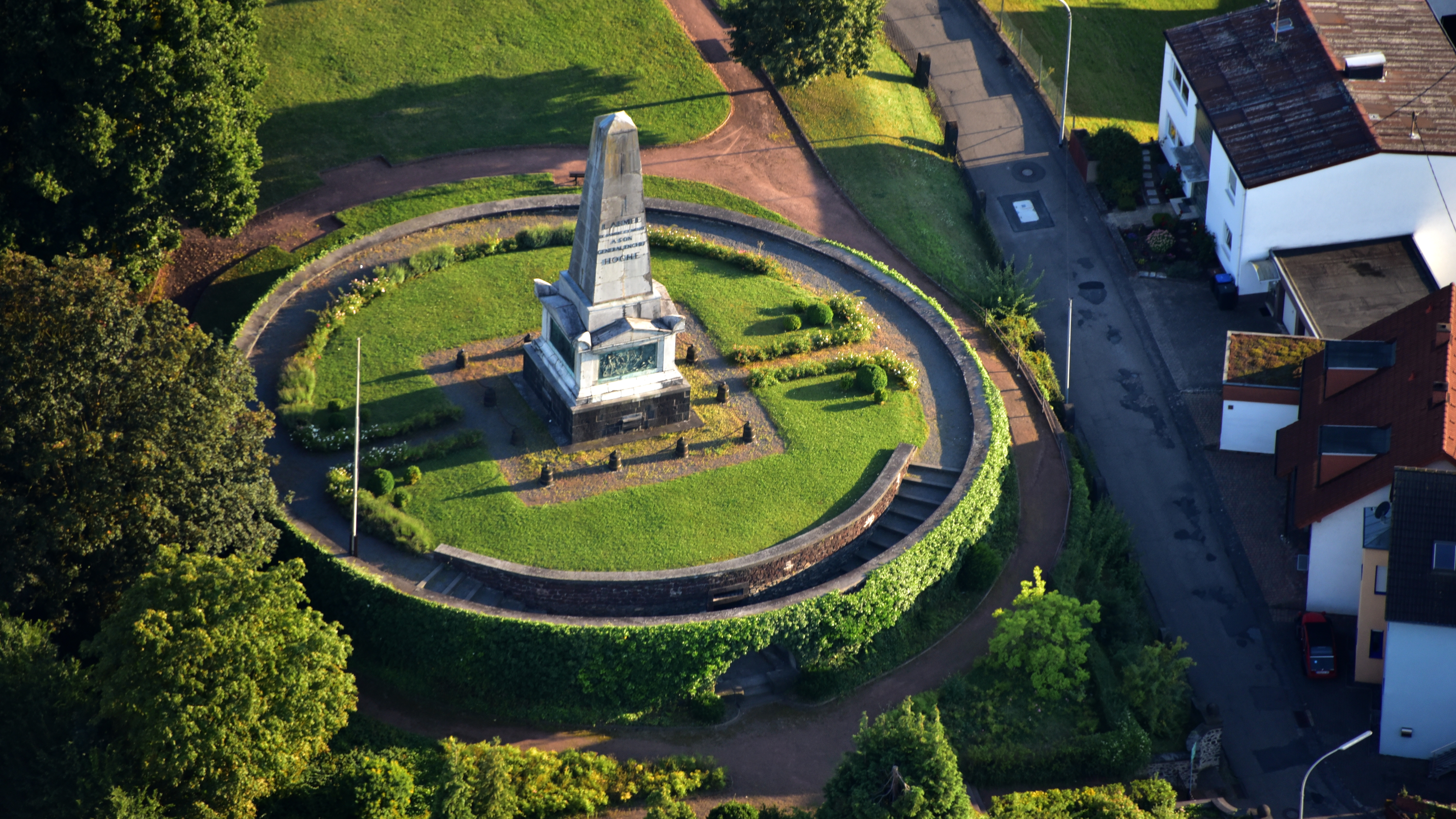
Weißenthurm, Monument General Hoche, Luftaufnahme (2016)

1888 erhielt die weiterführende Schule in Versailles den Namen Lycée Hoche.

## Hoche im Urteil seiner Zeitgenossen
„Er war von begeisterter Vaterlandliebe, von hitzigem Charakter, bemerkenswerter Tapferkeit, von tatkräftigem, etwas unruhigem Ehrgeiz, aber er verstand die Ereignisse nicht abzuwarten und stürzte sich durch übereilte Unternehmungen in Gefahr“, zitierte General Gourgaud 1825 in Napoleon. Die Memoiren seines Lebens das Urteil des Kaisers.

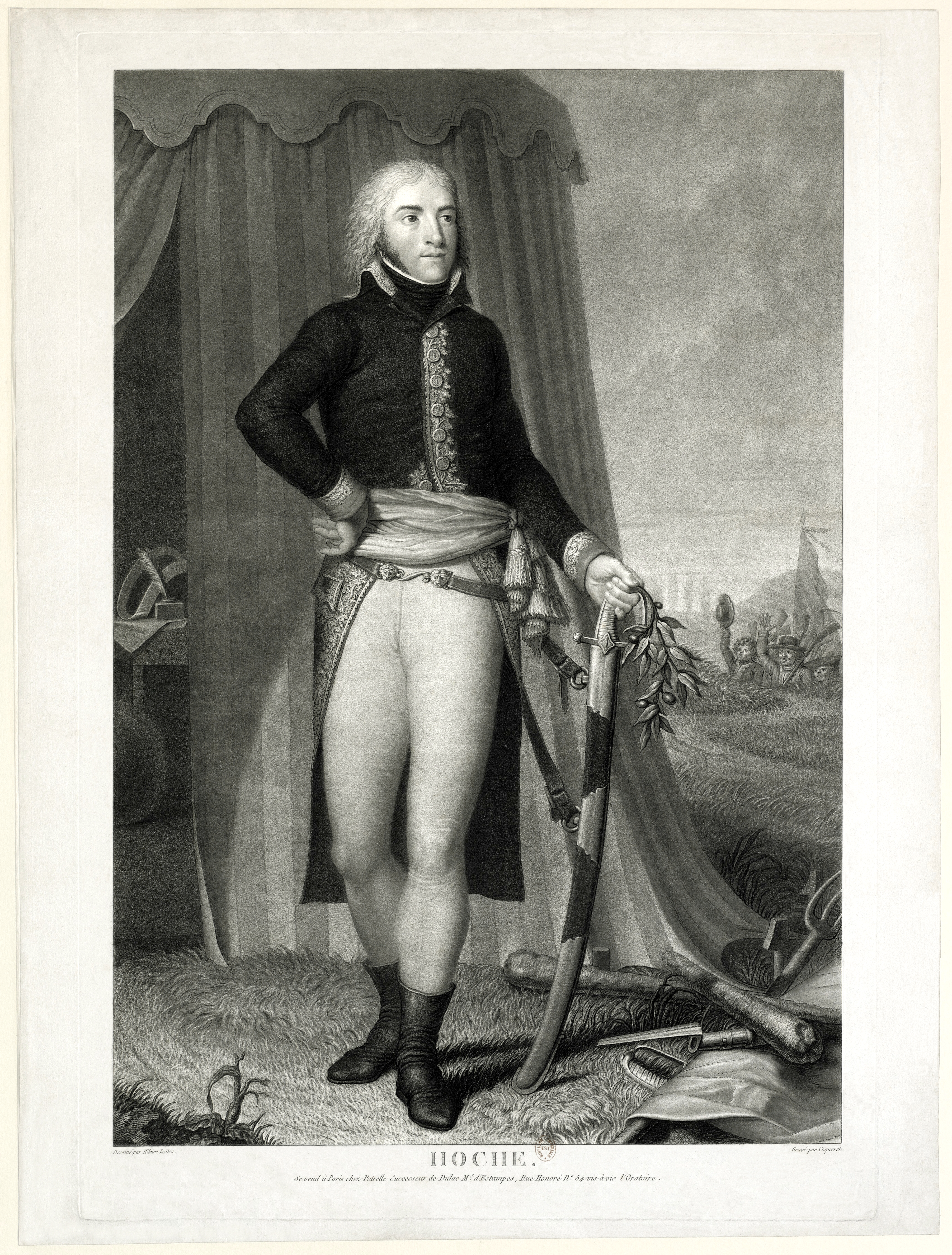
Lazare Hoche

Hoche als antiker Feldherr zu Pferd (Kupferstich vom Ende des 18. Jh.s, möglicherweise Titelblatt einer Huldigungsadresse der Munizipalität der Stadt Köln)

An anderer Stelle bei Gourgaud (franz. Originalausgabe) liest sich Napoleons Urteil über den gleichaltrigen Hoche kühler, wahrscheinlich nicht ganz frei von Eifersucht: « Hoche est différent, je ne sais comment il se serait conduit, il avait une ambition active, avec beaucoup de moyens, et mon ambition, à moi, était froide; je ne voulais rien risquer ».
Das Direktoriumsmitglied Paul de Barras über Hoches Wirkung auf die Damen der Pariser Gesellschaft (er schrieb Hoche auch ein Verhältnis mit Joséphine de Beauharnais, der späteren Frau und Kaiserin Napoleons, zu): „Es war dies unser erster Krieger und einer der schönsten Männer, von Gestalt mehr Herkules als Apollo“, und über Hoches Vorschläge zur Reorganisation von Verwaltung und Armee im besetzten Rheinland Anfang 1797: „Diese schöne Arbeit ist die eines Mannes, der sich ebenso gut auf Krieg wie auf Politik versteht; der Plan wird bewundert und einstimmig genehmigt“.
Adolphe Thiers zitiert in den 1820er Jahren die gesellschaftliche Bedeutung der wichtigen Pariser Salons nach der freudlosen Zeit des Terreurs (zum Beispiel den von Direktor Barras oder der Madame Tallien): „Die Salons wimmelten von Generalen, die in zwei Jahren ihre Erziehung vollendet und ihr Glück gemacht hatten […]. Hier glänzte in erster Reihe der junge Hoche, der von einem einfachen Soldaten der französischen Garde sich in einem Feldzug zum Oberbefehlshaber empor geschwungen und sich in zwei Jahren die sorgfältigste Erziehung gegeben hatte. Schön, voll Feinheit, als einer der ersten Feldherrn seiner Zeit berühmt, und in einem Alter von 27 Jahren, war er die Hoffnung der Republikaner und das Ideal dieser Frauen, die sich durch Schönheit, Talent und Ruhm so gerne einnehmen lassen.“ Thiers erwähnt dazu besonders die Damen Beauharnais, de Staël und Tallien.
Marschall Soult schrieb in seinen Memoiren: « Le général Hoche possédait les qualités qui constituent le grand capitaine, et il les faisait ressortir par le dons extérieurs les plus séduisants. Son port noble et majestueux, sa physionomie ouverte et prévenante, attiraient la confiance à la première vue, comme sur les champs de bataille, toute son attitude commandait l’admiration ».